# Hustle
Hustle és una pel·lícula dramàtica esportiva estatunidenca del 2022 dirigida per Jeremiah Zagar, a partir d'un guió de Taylor Materne i Will Fetters. La pel·lícula és protagonitzada per Adam Sandler, Queen Latifah, Ben Foster, Juancho Hernangómez i Robert Duvall.
Hustle es va estrenar en algunes sales de cinema dels Estats Units el 3 de juny de 2022 i a Netflix, el 8 de juny de 2022, amb els subtítols en català.

## Premissa
Un antic explorador de bàsquet intenta refer la seva carrera reclutant un jugador de l'estranger amb un passat accidentat per jugar a l'NBA.

## Repartiment
- Adam Sandler com a Stanley Sugarman
- Queen Latifah com a Teresa Sugarman, l'esposa de l'Stanley
- Ben Foster com a Vince Merrick
- Robert Duvall com a Rex Merrick, el pare d'en Vince
- Juancho Hernangómez com a Bo Cruz, el jugador de bàsquet de l'Stanley
- Jordan Hull com a Alex Sugarman, la filla de l'Stanley
- Heidi Gardner com a Kat Merrick
- María Botto com a Paola Cruz, la mare d'en Bo
- Ainhoa Pillet com a Lucia Cruz, la filla d'en Bo
- Anthony Edwards com a Kermit Wilts, un jugador i rival d'en Bo.
- Kenny Smith com a Leon Rich, un agent esportiu i amic de l'Stanley.

## Producció
El maig de 2020, Adam Sandler es va unir al repartiment de la pel·lícula, amb Jeremiah Zagar de director i un guió de Taylor Materne i Will Fetters, amb Netflix com a plataforma de distribució. El setembre de 2020, Queen Latifah també va anunciar que s'havia unit al repartiment de la pel·lícula. L'octubre de 2020, Robert Duvall, Ben Foster, Juan Hernangómez, Jordan Hull, María Botto, Ainhoa Pillet, Kenny Smith i Kyle Lowry s'hi van afegir.
El rodatge va començar a Filadèlfia l'octubre de 2020, i va continuar a la Coatesville Area High School de Pennsilvània. S'han filmat múltiples escenes al centre de Filadèlfia, incloent-hi el Market Street, l'Italian Market, Manayunk i South Philadelphia. El rodatge addicional es va fer a Camden (Nova Jersey).